# Dálnice A6 (Itálie)
A6 (italsky Autostrada A6) je jednou z dálnic v Itálii.
Dálnice A6 se nachází na severu země, spojuje Turín a Savonu. Dálnice je dlouhá celkem 130 km, prochází Piemontem a Ligurií. Její výstavba byla zahájena v roce 1956 a dokončena v roce 2001; celá stavba byla rozplánována na několik etap. Dálnice prochází místem, kde je Pádská nížina oddělena od pobřeží Středozemního moře jen 14 km širokým pásem hor. V horách byla vybudována nejprve jedna a poté druhá polovina, novější polovina má přímější vedení.